# Euclidea
Euclidea — компьютерная игра, коллекция интерактивных геометрических головоломок, основанная на классических евклидовых задачах на построение.
Особенность игры заключается в высокой сложности геометрических построений, достигающих цель разными путями.
Это приложение активно использует работу Евклида в своих элементах; что дает хорошее представление о том, как математики представляли геометрию в то время.
Оценка результата производится по трем критериям, а также доступны «секретные» задачи, не обозначенные в условии.
На сентябрь 2019 года Euclidea содержит около 150 задач разной сложности.
Некоторые из геометрических задач оказываются популярными и описываются отдельно.
Мобильная (Android, iOS) версия игры доступна на английском, русском и 14 других языках; также работает веб-приложение, доступное на английском и русском.
Согласно Google Play, игра была установлена более чем на миллион устройств.
Компания-производитель выпустила также серию смежных по тематике игр, например:
- Euclidea: Sketches,
- Пифагория (геометрические задачи на клетчатой доске),
- XSection (построение сечений многогранников).